# 김성우장군 묘비
김성우장군 묘비는 대한민국 충청남도 보령시 [[청라면] 나원리 산1-1에 있다. 2016년 8월 5일 보령시의 향토문화유산 제6호로 지정되었다.

## 개요
김성우 장군은 고려 말의 무장으로 보령 광산 김씨의 입향조이다. 김성우 장군의 후손 번창을 알려주는 묘비는 그의 사후 200여년 후인 1607년 후손 김경지가 직고 김섭이 써서 묘전에 세웠다. 주로 자손 번창에 내용이 기록되어 있다. 크기는 높이 142cm 폭 55cm 두께12cm이며 석질은 대리석이다. 현재는 해마다 묘소와 묘비 앞에서 후손과 보령문화원 주관으로 추모 제향이 거행된다.